# Square de l'Abbé-Lemire
Le square de l'Abbé-Lemire est un espace vert du 14e arrondissement de Paris, dans le quartier de Plaisance.

## Situation et accès
Le square est accessible par le 78, rue Vercingétorix et le 7, rue de Gergovie.
Il est desservi par la ligne 13 à la station Pernety.

## Origine du nom
Il rend hommage à l'abbé Lemire (1853-1928), ecclésiastique et homme politique français.

## Historique
Le square est créé en 1981.
Il se trouve dans la ZAC Guilleminot-Vercingétorix.
En 2022, l'allée centrale prend le nom d'allée Félicie-Hervieu.